# Китсап (военно-морская база)
Ки́тсап (англ. Kitsap) — крупная военно-морская база Тихоокеанского флота Военно-морских сил США. Расположена на одноимённом полуострове в северо-западной части штата Вашингтон. 
База Китсап образована в 2004 году, слиянием военно-морской базы Бремертон и базы подводных лодок Бангор, располагавшихся на восточном и западном берегах полуострова соответственно.
В настоящее время Китсап — вторая после Сан-Диего по значимости американская военно-морская база на Тихом океане. Она же — географически ближайшая к России. 
Здесь сосредоточена половина всех стратегических подводных ракетоносцев типа «Огайо», крупнейшее в американском флоте топливное хранилище и хранилище ядерного оружия, а также единственный на Тихоокеанском флоте сухой док, способный принимать авианосцы.

## Корабли, базирующиеся на ВМБ Китсап

### Порт Бангор
- USS Henry M. Jackson (SSBN-730)
- USS Alabama (SSBN-731)
- USS Nevada (SSBN-733)
- USS Pennsylvania (SSBN-735)
- USS Kentucky (SSBN-737)
- USS Nebraska (SSBN-739)
- USS Maine (SSBN-741)
- USS Louisiana (SSBN-743)
- USS Ohio (SSGN-726)
- USS Michigan (SSGN-727)
- USS Jimmy Carter (SSN-23)

### Порт Бремертон
- USS Nimitz (CVN-68)
- USS John C. Stennis (CVN-74)
- USS San Francisco (SSN-711)
- USS Seawolf (SSN-21)
- USS Connecticut (SSN-22)
- USS Emory S. Land (AS-39)